# Fred Phelps
Fred Waldron Phelps, Sr., född 13 november 1929  i Meridian, Mississippi, död 19 mars 2014 i Topeka, Kansas, var en amerikansk baptistpastor. Han var föreståndare för den helt fristående församlingen Westboro Baptist Church i Topeka i Kansas, som blivit känd för sin aggressiva hållning gentemot homosexuella.

## Bakgrund och familjeförhållanden
Phelps vigdes inom den amerikanska sydstatsbaptismen, Southern Baptists, den 8 september 1947. Han var även advokat, men uteslöts ur advokatsamfundet i Kansas genom en dom 1979 och tvingades ge upp sin federala advokatlegitimation 1989. Under 1960- och 1970-talen gjorde sig Phelps som advokat känd för att företräda afroamerikaner i diskrimineringsfall och bestrida Jim Crow-lagarna i Kansas City. 
Ursprungligen gick Phelps på samma bibelskola som Billy Graham, men anses idag vara en av USA:s mest avskydda kyrkoledare och betraktas av många som en sektledare. Jerry Falwell har kallat honom "en första klassens galning". Phelps betraktade sedermera Billy Graham som en "falsk profet". Två av Phelps söner har hoppat av från församlingen och anklagat honom för att under deras barndom ha använt narkotika och grovt ha misshandlat sin hustru och sina barn, samt tvingat barnen att sälja godis för att få in pengar till kyrkan. Phelps har 13 barn samt många andra efterlevande, varav många är medlemmar i hans församling.

## Phelps åsikter

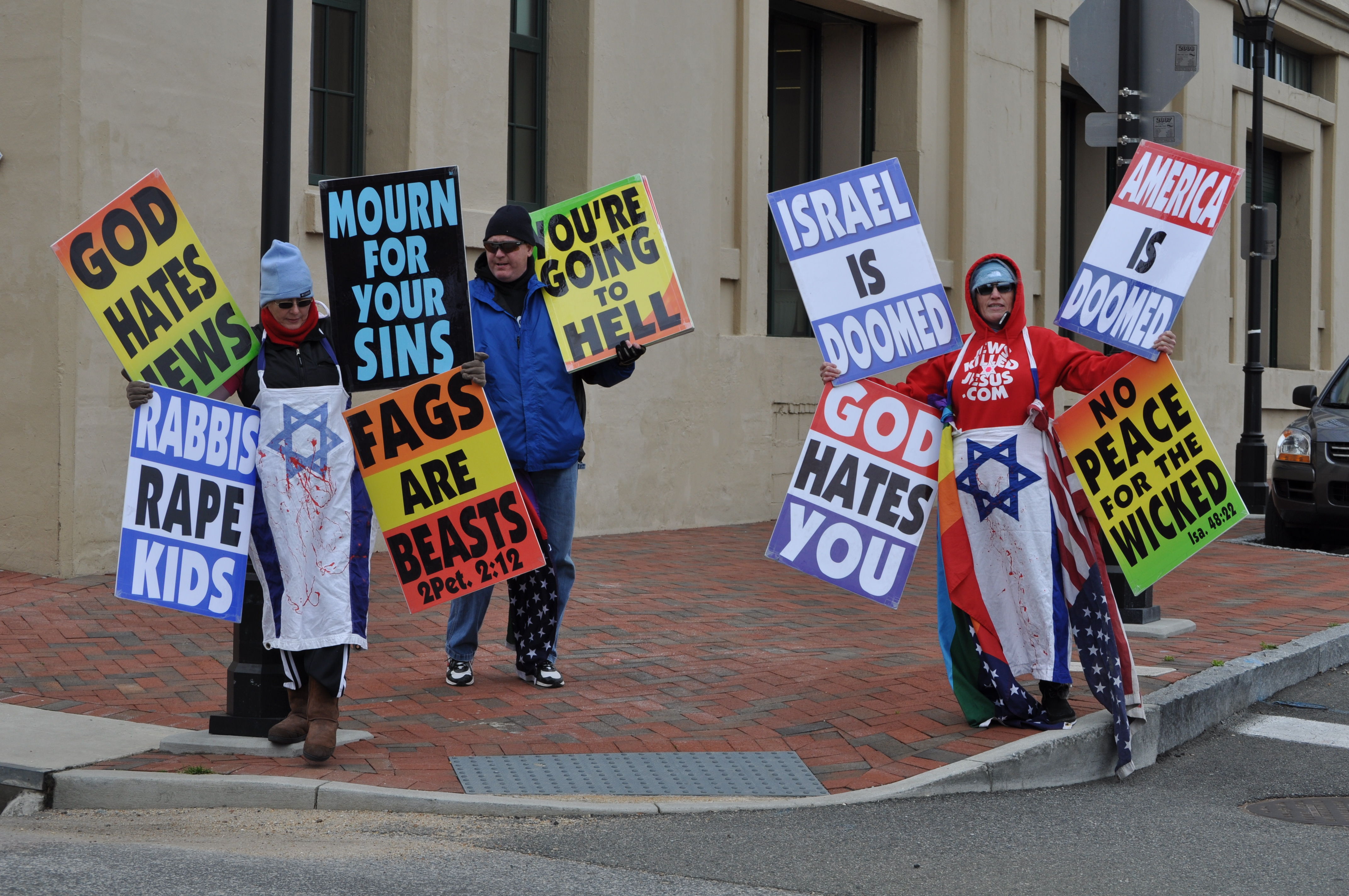
Westboro Baptist Church-medlemmar demonstrerar vid Virginia Holocaust Museum i mars 2010.

Phelps sa själv att han predikade hat, och hänvisar till att det i Bibeln finns två tredjedelar så många avsnitt om Guds hat som det finns om Guds kärlek. Han anser att de tolv gruvarbetare som omkom i West Virginia år 2006 hade syndat och förtjänade att bli bestraffade. 
Phelps och hans anhängare brukade demonstrera vid och störa begravningar av soldater som omkommit i Irakkriget eftersom de ansåg att det är Guds straff. De planerade också att störa begravningarna av dödsoffren vid skolmassakern på Virginia Tech.
Fred Phelps och hans dotter Shirley Phelps-Roper är upptagna på Home Offices lista över personer som inte är välkomna i Storbritannien. Som motivering anges att de anses vara engagerade i ett oacceptabelt beteende genom sitt sätt att främja hat, vilket kan leda till våld i samhället.

## Svensk anknytning
I Sverige uppmärksammades Phelps kyrka mot slutet av år 2004. Församlingen hävdade då på sin webbplats att tsunamikatastrofen i Sydostasien 2004 var Guds straff mot Sverige för att svensk domstol hade fällt Åke Green för hets mot folkgrupp efter en predikan där Green fördömt "sexuella abnormiteter" (omfattande bland annat homosexualitet) som en cancersvulst på samhällskroppen. I en intervju för tidningen Aftonbladet i januari 2005 uttalade Phelps sig även kränkande om kung Carl XVI Gustaf, liksom han tidigare gjort på hemsidan. Phelps planerade ett besök till Sverige i september 2005 för att demonstrera mot kungen. Detta besök blev dock aldrig av. I april 2007 angrep Phelps församling återigen det svenska kungahuset, i en BBC-dokumentär om församlingen. Det man bland annat ondgjort sig över är prinsessan Madeleines urringade klänning på den senaste Nobelmiddagen.

## Svenska åsikter om Phelps
Svenska kristna har tagit tydligt avstånd från Fred Phelps och Westboro Baptist Church. Både Svenska Baptistförbundet och Evangeliska Frikyrkan har offentligt tagit avstånd, liksom många andra kristna ledare inklusive Svenska kyrkans förre ärkebiskop K.G. Hammar. Även Åke Green har offentligt tagit avstånd från Phelps. Svenska Dagbladet kallar Westboro Baptist Church för en "homosexualitets- och svenskfientlig sekt" och Fred Phelps för "sektledare".

## Död
I mitten av mars 2014 framkom i media att Phelps var döende och även rykten om att han skulle ha blivit utesluten ur Westboro Baptist Church. Phelps dog den 19 mars. 